# Voleibol nos Jogos Pan-Americanos de 1999
As competições de voleibol nos Jogos Pan-Americanos de 1999 em Winnipeg, Canadá, foram realizadas de 24 de julho a 2 de agosto de 1999, em Winnipeg, Canadá. 

## Masculino

### Fase preliminar

#### Grupo A
|    | Time          | Pontos | J | V | D | SV | SP | Relação SV/SP |
| -- | ------------- | ------ | - | - | - | -- | -- | ------------- |
| 1. | BRA Brasil    | 6      | 3 | 3 | 0 | 9  | 3  | 3.000         |
| 2. | CUB Cuba      | 5      | 3 | 2 | 1 | 8  | 3  | 2.666         |
| 3. | VEN Venezuela | 4      | 3 | 1 | 2 | 4  | 6  | 0.666         |
| 4. | BAR Barbados  | 3      | 3 | 0 | 3 | 0  | 9  | 0.000         |

- 24 de julho

|               |       |              |                               |  |
| CUB Cuba      | 2 – 3 | BRA Brasil   | 17-25 25-11 25-19 26-28 10-15 |  |
| VEN Venezuela | 3 – 0 | BAR Barbados | 25-08 25-16 29-27             |  |

- 26 de julho

|            |       |               |                   |  |
| BRA Brasil | 3 – 0 | BAR Barbados  | 25-11 25-18 25-17 |  |
| CUB Cuba   | 3 – 0 | VEN Venezuela | 25-21 25-23 25-22 |  |

- 27 de julho

|            |       |               |                         |  |
| CUB Cuba   | 3 – 0 | BAR Barbados  | 25-22 25-18 25-21       |  |
| BRA Brasil | 3 – 1 | VEN Venezuela | 25-21 22-25 25-15 25-19 |  |

#### Grupo B
|    | Time               | Pontos | J | V | D | SV | SP | Relação SV/SP |
| -- | ------------------ | ------ | - | - | - | -- | -- | ------------- |
| 1. | ARG Argentina      | 6      | 3 | 3 | 0 | 9  | 1  | 9.000         |
| 2. | CAN Canadá         | 4      | 3 | 1 | 2 | 6  | 6  | 1.000         |
| 3. | COL Colômbia       | 4      | 3 | 1 | 2 | 5  | 8  | 0.625         |
| 4. | USA Estados Unidos | 4      | 3 | 1 | 2 | 3  | 8  | 0.375         |

- 25 de julho

|                    |       |               |                               |  |
| CAN Canadá         | 2 – 3 | COL Colômbia  | 25-19 20-25 25-18 22-25 10-15 |  |
| USA Estados Unidos | 0 – 3 | ARG Argentina | 19-25 19-25 20-25             |  |

- 26 de julho

|                    |       |               |                               |  |
| USA Estados Unidos | 3 – 2 | COL Colômbia  | 25-10 17-25 16-25 25-19 15-12 |  |
| CAN Canadá         | 1 – 3 | ARG Argentina | 20-25 25-23 17-25 23-25       |  |

- 28 de julho

|               |       |                    |                   |  |
| CAN Canadá    | 3 – 0 | USA Estados Unidos | 25-18 25-15 25-21 |  |
| ARG Argentina | 3 – 0 | COL Colômbia       | 25-17 25-19 25-20 |  |

### Fase eliminatório

#### Quinto ao oitavo lugar
- 30 de julho

|               |       |                    |                   |  |
| COL Colômbia  | 3 – 0 | BAR Barbados       | 25-20 25-23 25-23 |  |
| VEN Venezuela | 3 – 0 | USA Estados Unidos | 25-21 28-26 25-22 |  |

#### Sétimo lugar
- 31 de julho

|                    |       |              |                   |  |
| USA Estados Unidos | 3 – 0 | BAR Barbados | 25-15 25-23 25-18 |  |

#### Quinto lugar
- 31 de julho

|              |       |               |                   |  |
| COL Colômbia | 0 – 3 | VEN Venezuela | 16-25 20-25 22-25 |  |

### Semifinais
- 31 de julho

|               |       |            |                   |  |
| ARG Argentina | 1 – 3 | CUB Cuba   | 25-20 25-23 25-23 |  |
| BRA Brasil    | 3 – 0 | CAN Canadá | 25-16 27-25 25-16 |  |

### Disputa do bronze
- 2 de agosto

|                |       |            |                         |  |
| {ARG Argentina | 1 – 3 | CAN Canadá | 25-22 19-25 26-28 23-25 |  |

### Disputa do ouro
- 2 de agosto

|            |       |          |                               |  |
| BRA Brasil | 2 – 3 | CUB Cuba | 20-25 25-14 25-17 23-25 12-15 |  |

### Classificação final
| 1. CUB Cuba 2. BRA Brasil 3. CAN Canadá 4. ARG Argentina 5. VEN Venezuela 6. COL Colômbia 7. USA Estados Unidos 8. BAR Barbados |

## Feminino

### Fase preliminar
|    | Time                     | Pontos | J | V | D | SV | SP | Relação SV/SP |
| -- | ------------------------ | ------ | - | - | - | -- | -- | ------------- |
| 1. | BRA Brasil               | 10     | 5 | 5 | 0 | 15 | 2  | 7.500         |
| 2. | CUB Cuba                 | 9      | 5 | 4 | 1 | 14 | 3  | 4.666         |
| 3. | USA Estados Unidos       | 8      | 5 | 3 | 2 | 9  | 11 | 0.818         |
| 4. | DOM República Dominicana | 7      | 5 | 2 | 3 | 8  | 11 | 0.727         |
| 5. | PER Peru                 | 6      | 5 | 1 | 4 | 5  | 13 | 0.384         |
| 6. | CAN Canadá               | 5      | 5 | 0 | 5 | 4  | 15 | 0.266         |

- 23 de julho

|                    |       |                          |                         |  |
| BRA Brasil         | 3 – 0 | PER Peru                 | 25-15 25-23 25-17       |  |
| CAN Canadá         | 1 – 3 | DOM República Dominicana | 22-25 20-25 25-18 24-26 |  |
| USA Estados Unidos | 0 – 3 | CUB Cuba                 | 11-25 14-25 18-25       |  |

- 24 de julho

|                    |       |                          |                         |  |
| PER Peru           | 1 – 3 | DOM República Dominicana | 25-22 11-25 14-25 23-25 |  |
| USA Estados Unidos | 0 – 3 | BRA Brasil               | 20-25 17-25 23-25       |  |
| CAN Canadá         | 0 – 3 | CUB Cuba                 | 14-25 21-25 21-25       |  |

- 25 de julho

|            |       |                          |                         |  |
| CUB Cuba   | 3 – 0 | DOM República Dominicana | 25-22 25-19 25-12       |  |
| CAN Canadá | 0 – 3 | BRA Brasil               | 21-25 16-25 18-25       |  |
| PER Peru   | 1 – 3 | USA Estados Unidos       | 14-25 14-25 25-20 19-25 |  |

- 27 de julho

|                    |       |                          |                               |  |
| BRA Brasil         | 3 – 0 | DOM República Dominicana | 25-23 25-23 25-17             |  |
| USA Estados Unidos | 3 – 2 | CAN Canadá               | 25-23 11-25 20-25 25-18 15-09 |  |
| CUB Cuba           | 3 – 0 | PER Peru                 | 25-14 25-22 25-17             |  |

- 28 de julho

|                    |       |                          |                               |  |
| USA Estados Unidos | 3 – 2 | DOM República Dominicana | 25-19 22-25 21-25 25-20 15-09 |  |
| CAN Canadá         | 1 – 3 | PER Peru                 | 19-25 23-25 26-24 25-27       |  |
| CUB Cuba           | 2 – 3 | BRA Brasil               | 25-23 19-25 25-17 22-25 13-15 |  |

### Quinto lugar
- 30 de julho

|          |       |            |                         |  |
| PER Peru | 1 – 3 | CAN Canadá | 20-25 25-21 22-25 22-25 |  |

### Semifinais
- 30 de julho

|            |       |                          |                   |  |
| BRA Brasil | 3 – 0 | DOM República Dominicana | 25-20 25-13 25-12 |  |
| CUB Cuba   | 3 – 0 | USA Estados Unidos       | 25-20 25-21 25-23 |  |

### Disputa do bronze
- 1 de agosto

|                          |       |                    |                   |  |
| DOM República Dominicana | 0 – 3 | USA Estados Unidos | 26-28 19-25 12-25 |  |

### Disputa do ouro
- 1 de agosto

|            |       |          |                               |  |
| BRA Brasil | 3 – 2 | CUB Cuba | 20-25 25-22 25-27 25-22 15-13 |  |

### Classificação final
| 1. BRA Brasil 2. CUB Cuba 3. USA Estados Unidos 4. DOM República Dominicana 5. CAN Canadá 6. PER Peru |